# Bodsjö
Bodsjö är kyrkbyn i Bodsjö socken i Bräcke kommun i sydöstra Jämtland. 
Bodsjöbyn är troligen en av de äldsta byarna i Bodsjö. Här har Boddas bönhus stått och flyttades till sin nuvarande plats vid Bodsjö kyrka 1912-1913. I Bodsjöbyn har det funnits 2 kvarnar och 1 såg. Ruinerna av en stenladugård som uppfördes omkring 1840-1850 finns kvar intill landsvägen genom byn. 